# Daemonorops draco
Daemonorops draco är en enhjärtbladig växtart som först beskrevs av Carl Ludwig von Willdenow, och fick sitt nu gällande namn av Carl Ludwig von Blume. Daemonorops draco ingår i släktet Daemonorops och familjen Arecaceae. Inga underarter finns listade i Catalogue of Life. Ur växten utvinns hartset drakblod som bland annat har använts som pigment.

## Bildgalleri

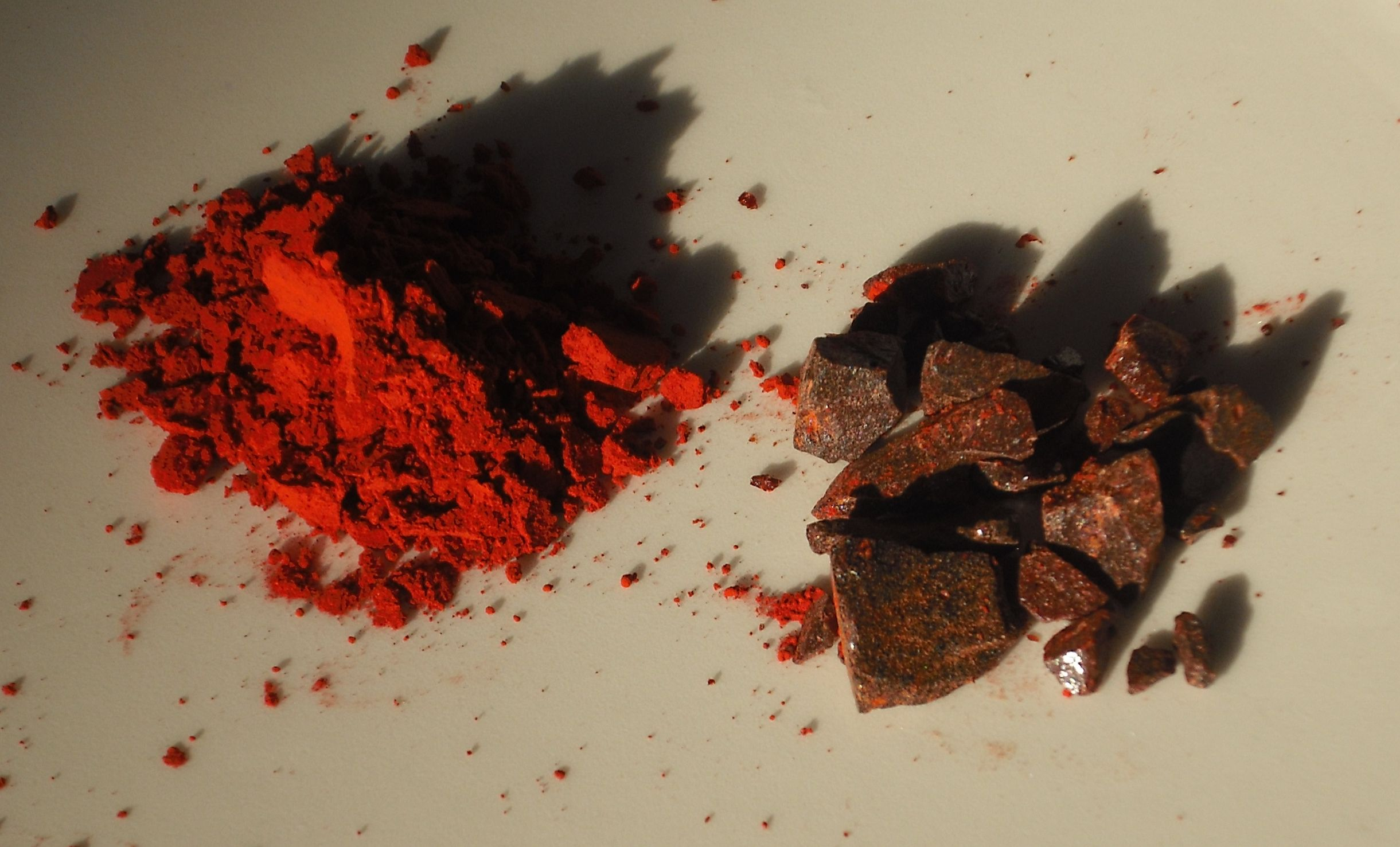
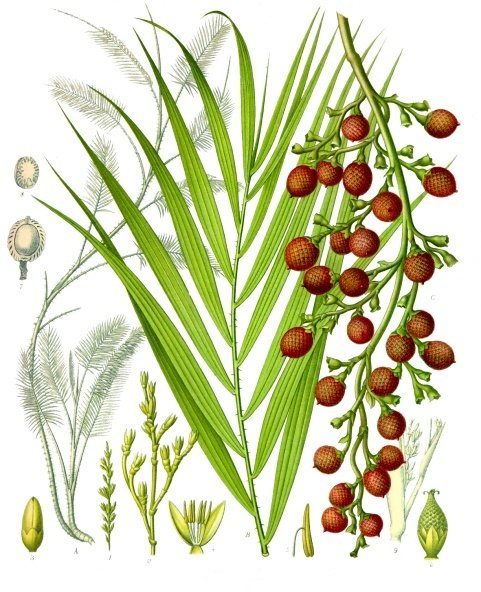
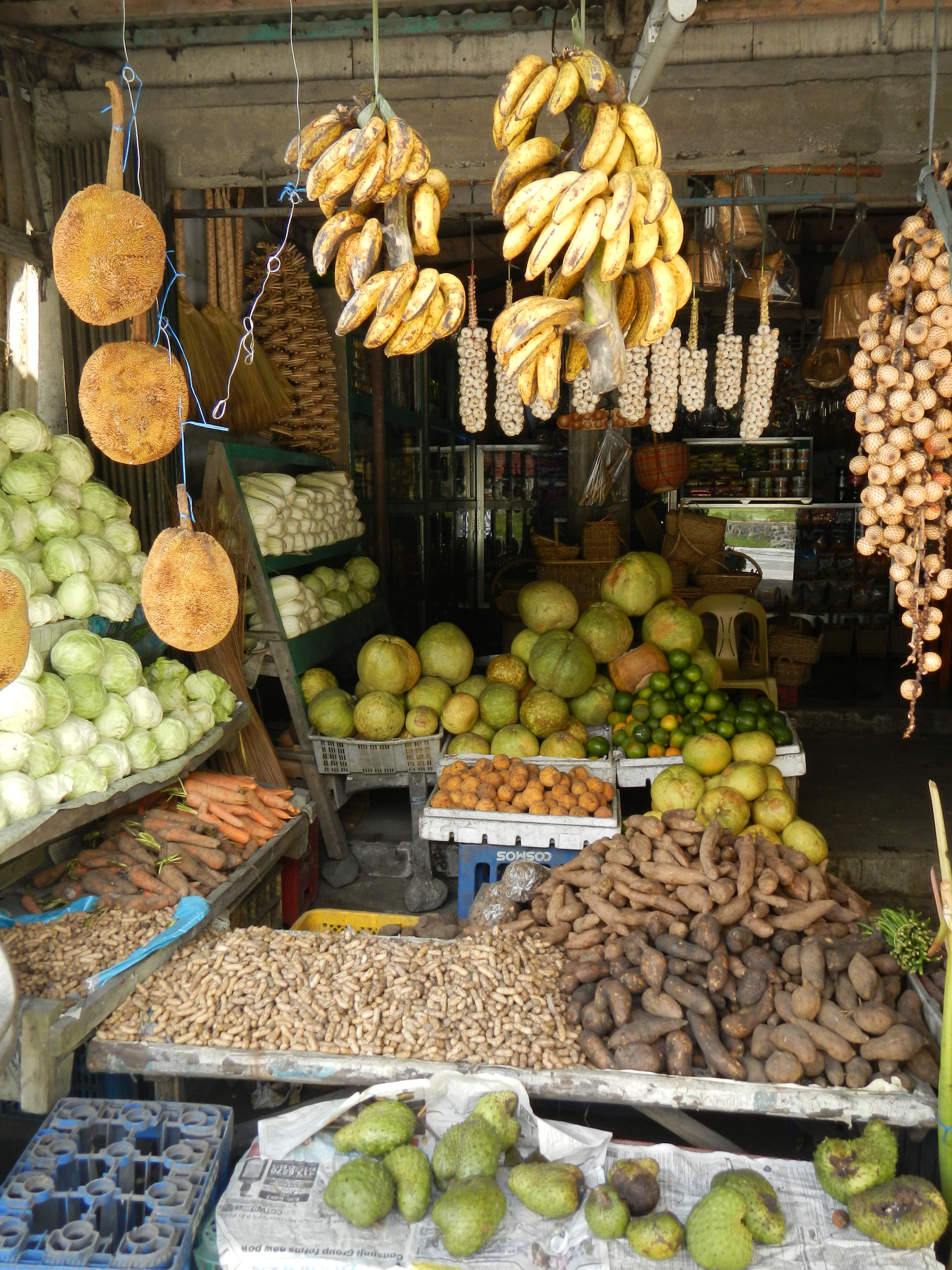
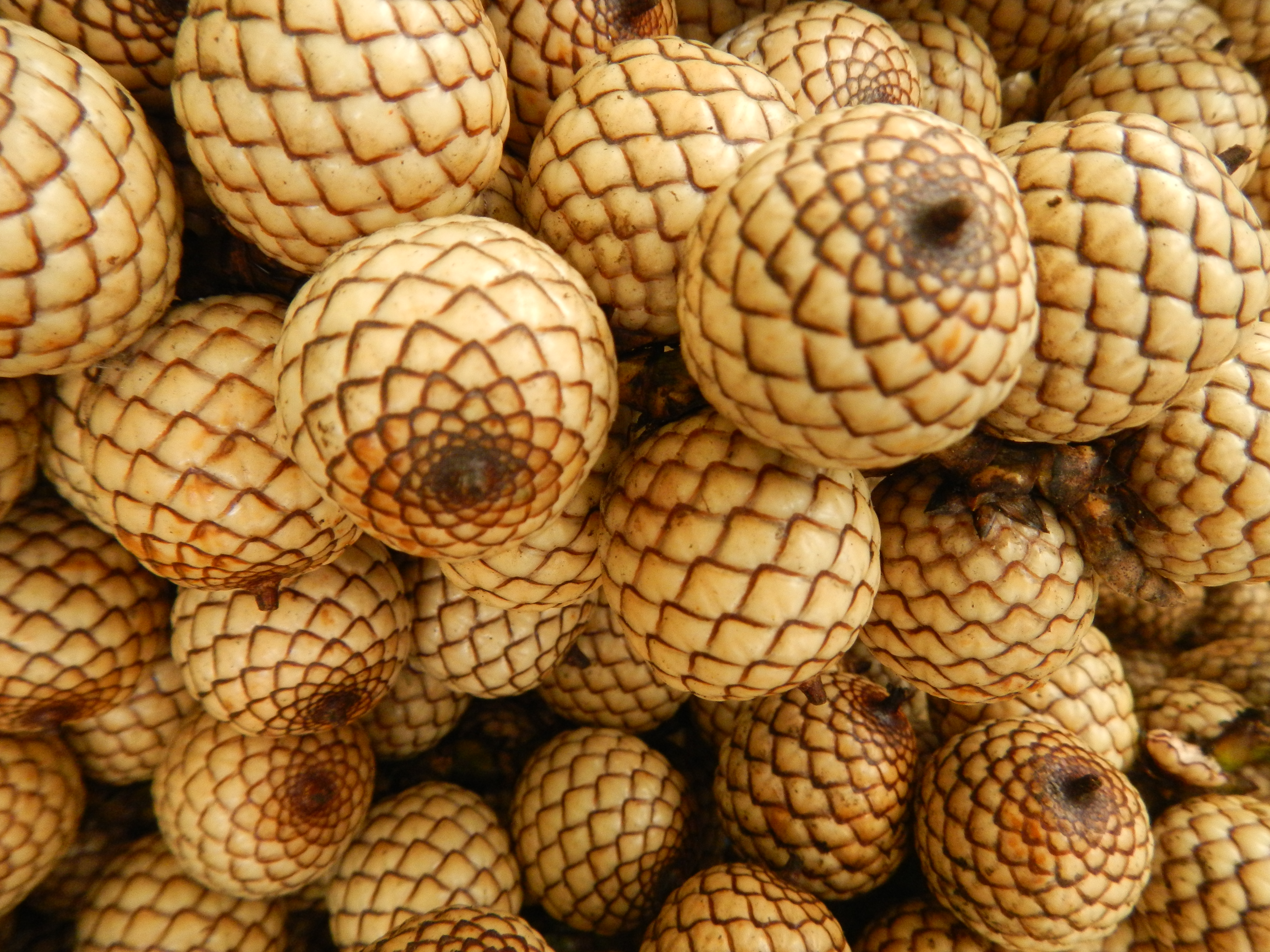